# 白崇友
白崇友（1914年—1993年），男，四川阆中人，中华人民共和国军事人物，中国人民解放军少将，曾任中国人民解放军总医院政治委员。